# 高紹徳
高 紹徳（こう しょうとく、? - 562年）は、中国の北斉の皇族。太原王。文宣帝の次男。母は李祖娥。

## 経歴
天保年間、太原王に立てられた。文宣帝は太子高殷の漢人趣味を嫌い、高殷を廃位して紹徳を立てようと考えていたが、実現しなかった。天保8年（557年）、開府儀同三司の位を受けた。河清元年（562年）、武成帝は李祖娥が娘を殺したことに激怒して、「おまえがわが娘を殺すなら、わたしはおまえの子を殺してやる」と言った。武成帝は紹徳を召し出すと、「おまえの父が私を打ったとき、おまえは救けに来なかった」と罵った。武成帝は刀の柄で紹徳を突き殺し、みずから遊豫園に遺体を埋めた。
武平元年（570年）、すぐ下の異母弟・范陽王高紹義の子（紹徳から見れば甥）の高弁才が後を嗣ぎ、太原王となった。

## 伝記資料
- 『北斉書』巻12 列伝第4
- 『北史』巻52 列伝第40